# ナレンシフ (小惑星)
ナレンシフ (5896 Narrenschiff) は小惑星帯に位置する小惑星。クリミア天体物理天文台でソビエト連邦の天文学者リュドミーラ・G・カラチキナ (Людмила Георгиевна Карачкина) が発見した。
15世紀のドイツ作家セバスチャン・ブラントによって書かれた諷刺文学作品『阿呆船』（あほうせん） Das Narrenschiff に因んで命名された。